# Qui habet aures audiendi audiat
La locuzione latina Qui habet aures audiendi, audiat, tradotta letteralmente, significa chi ha orecchie per intendere, intenda. Questa frase è ripetuta in vari passi dei Vangeli, e invita ad approfittare dei consigli dati, traendo profitto per sé dalle cose dette in generale. Per esempio nella versione in italiano Marco 4,23.